# Papaipema humuli
Papaipema humuli är en fjärilsart som beskrevs av Bird 1915. Papaipema humuli ingår i släktet Papaipema och familjen nattflyn. Inga underarter finns listade i Catalogue of Life.